# باشگاه فوتبال دیگرفوش
دیگرفوش آی‌اف یک باشگاه فوتبال سوئدی است که در شهر دیگرفوش واقع شده‌است. این باشگاه که در ۱۳ ژانویه ۱۹۰۷ تشکیل شد، در حال حاضر در بالاترین رده فوتبال سوئد، آلسنسکان بازی می‌کند.

## پیش‌زمینه
دیگرفوش برای اولین بار در سال ۱۹۳۹ در لیگ برتر فوتبال سوئد بازی کرد و از زمین جدید خود در استورا والا استفاده نمود.تا سال ۱۹۶۶ باشگاه به طور منظم در آلسنسکان ظاهر می‌شد اما تا انتهای هزاره دوم، آنها تنها به مدت ۵ فصل از سال ۱۹۹۳ تا ۱۹۹۷ در بالاترین سطح بازی کردند.این باشگاه به اتحادیه فوتبال وارملندز وابسته است.

## چهره‌های شاخص
- اسون گوران اریکسون، سرمربی اسبق تیم ملی فوتبال انگلیس مربی‌گری را در ۲۷ سالگی با این تیم آغاز نموده‌است.[۳]
- بهنام ثابتکار (زادهٔ ۸ اردیبهشت ۱۳۷۴) که در سوئد بیشتر با نام شان ثابتکار (سوئدی: Sean Sabetkar) شناخته می‌شود بازیکن فوتبال ایرانی‌تبار اهل سوئد است که در پست مدافع برای این باشگاه در لیگ برتر فوتبال سوئد بازی می‌کند.

## افتخارات

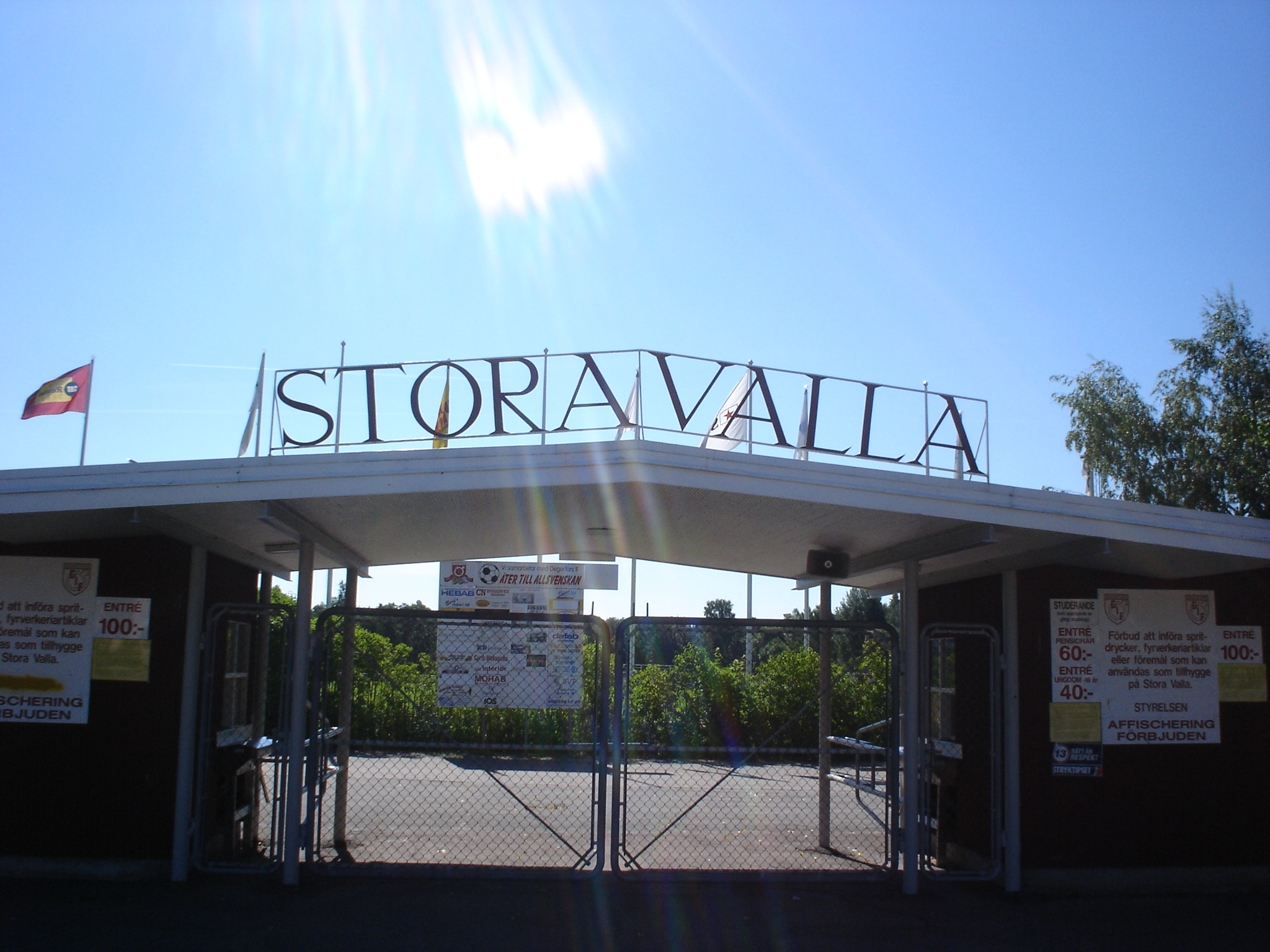
استورا والا

### لیگ
- لیگ برتر فوتبال سوئد
  - نایب قهرمان (۲): ۱۹۴۰–۱۹۴۱, ۱۹۶۳
- سطح سوم فوتبال سوئد
  - قهرمان (۱): ۲۰۰۹

### کاپ
- جام حذفی فوتبال سوئد
  - قهرمان (۱): ۱۹۹۲–۱۹۹۳